# Des Browne
Desmond Henry Brown, baron Browne of Ladyton (znany jako Des Browne, od 2010 również jako lord Browne; ur. 22 marca 1952 w Kilwinning w hrabstwie North Ayrshire) – brytyjski polityk szkockiego pochodzenia, członek Partii Pracy, były minister obrony Wielkiej Brytanii, dożywotni członek Izby Lordów.

## Życiorys
Wczesne lata życia spędził w Stevenston. Wykształcenie odebrał w katolickiej St Michael's Academy w Kilwinning. Następnie ukończył prawo na uniwersytecie w Glasgow i w 1974 r. podjął pracę w kancelariach prawnych. Specjalizował się w prawie rodzinnym i opiekuńczym. W 1976 r. został asystentem solicitora w Ross, Harper and Murphy. W 1980 r. został pełnoprawnym solicitorem, a w 1985 r. partnerem w McCluskey Browne. W latach 1988–1992 był członkiem Szkockiego Towarzystwa Prawniczego. W 1993 r. został członkiem Stowarzyszenia Adwokatów.
W 1992 r. bez powodzenia kandydował do Izby Gmin w okręgu Argyll and Bute, gdzie zajął czwarte miejsce, ale zdołał dostać się do parlamentu za drugim podejściem, w 1997 r. z okręgu Kilmarnock and Loudoun. Wygrał bezpieczną przewagą 7256 głosów. Swoją pierwszą mowę na forum Izby Gmin wygłosił 20 czerwca 1997 r.
Początkowo pracował w komisji ds. Irlandii Północnej i jednocześnie był parlamentarnym prywatnym sekretarzem ministra ds. Szkocji Donalda Dewara. W roku 2000 został parlamentarnym prywatnym sekretarzem ministra stanu w ministerstwie ds. Irlandii Północnej. Po wyborach w 2001 r. został parlamentarnym podsekretarzem stanu w tym resorcie, a w 2003 r. ministrem stanu w ministerstwie pracy i emerytur. Rok później otrzymał analogiczne stanowisko w ministerstwie spraw wewnętrznych, gdzie zajmował się kwestią polityki imigracyjnej.
Po wyborach 2005 r. został członkiem gabinetu Tony’ego Blaira jako naczelny sekretarz skarbu. Został również powołany do Tajnej Rady. 5 maja 2006 r. został ministrem obrony. Był jednym z zaledwie dwóch członków ostatniego gabinetu Blaira, których nowy premier Gordon Brown zachował na dotychczasowym stanowisku. Dodatkowo Browne został ministrem odpowiedzialnym za swoją rodzinną Szkocję. Oba te stanowiska utracił w przebudowie gabinetu w październiku 2008 r..
W 2009 Browne zrezygnował z ubiegania się o kolejną reelekcję do Izby Gmin i nie startował w wyborach w 2010 roku. Wkrótce później znalazł się wśród polityków Partii Pracy, których (zgodnie z tradycyjnym przywilejem przysługującym ustępującym premierom Wielkiej Brytanii) Gordon Brown wskazał do kreacji lordowskiej.
Des Browne jest żonaty z Maurą Taylor. Ślub odbył się w 1983 r. Para ma razem dwóch synów.